# فريدريك لارسون (سائق سيارة سباق)
فريدريك لارسون (بالسويدية: Fredrik Larsson)‏ هو سائق سيارة سباق سويدي، ولد في 3 سبتمبر 1976.

## وصلات خارجية
- فريدريك لارسون على موقع DriverDB.com (الإنجليزية)
- الموقع الرسمي